# A Slight Mistake (film 1911)
A Slight Mistake è un cortometraggio muto del 1911 diretto da William Humphrey.

## Produzione
Il film fu prodotto dalla Vitagraph Company of America.

## Distribuzione
Distribuito dalla General Film Company, il film - un cortometraggio di 135 metri, ovvero 2 rulli - uscì nelle sale cinematografiche USA il 5 dicembre 1911. Il cortometraggio è stato pubblicato come split reel assieme alla commedia The Hypnotist.